# Taxi!
Taxi! (bra: O Peso do Ódio) é um filme pre-Code estadunidense de 1932, do gênero drama criminal, dirigido por Roy Del Ruth, e estrelado por James Cagney. O roteiro de Kubec Glasmon e John Bright foi baseado em "The Blind Spot", de Kenyon Nicholson.
O filme inclui uma frase famosa, e muitas vezes mal interpretada, de Cagney falando com o assassino de seu irmão através de um armário trancado (tradução livre): "Saia e pegue, seu rato sujo de barriga amarela, ou eu vou dar a você pela porta!" Essa fala tem sido muitas vezes citada erroneamente como: "Seu rato sujo, você matou meu irmão".
Para interpretar seu concorrente em um concurso de dança de salão, Cagney recomendou seu amigo, o dançarino durão George Raft, que não foi creditado no filme. Em uma sequência longa e memorável, a cena culmina com Raft e sua parceira vencendo o concurso de dança contra Cagney e Young, após o qual Cagney ataca Raft e o derruba no chão. Como em "The Public Enemy" (1931), várias cenas em "Taxi!" envolveram o uso de balas reais de metralhadora. Depois que algumas das balas erraram por pouco a cabeça de Cagney, ele proibiu a prática em seus futuros filmes.
No filme, eles assistem um filme fictício no cinema, produzido pela Warner Bros., chamado "Her Hour of Love", no qual Cagney faz uma piada sobre a aparência do protagonista masculino do filme (uma participação não-creditada do ator contratado Donald Cook, que interpretou o irmão de Cagney em "The Public Enemy"), dizendo: "As orelhas dele são muito grandes". Também anunciado no saguão do cinema como um filme em cartaz é "The Mad Genius", um filme real estrelado por John Barrymore, e que foi lançado no ano anterior pela Warner.

## Sinopse

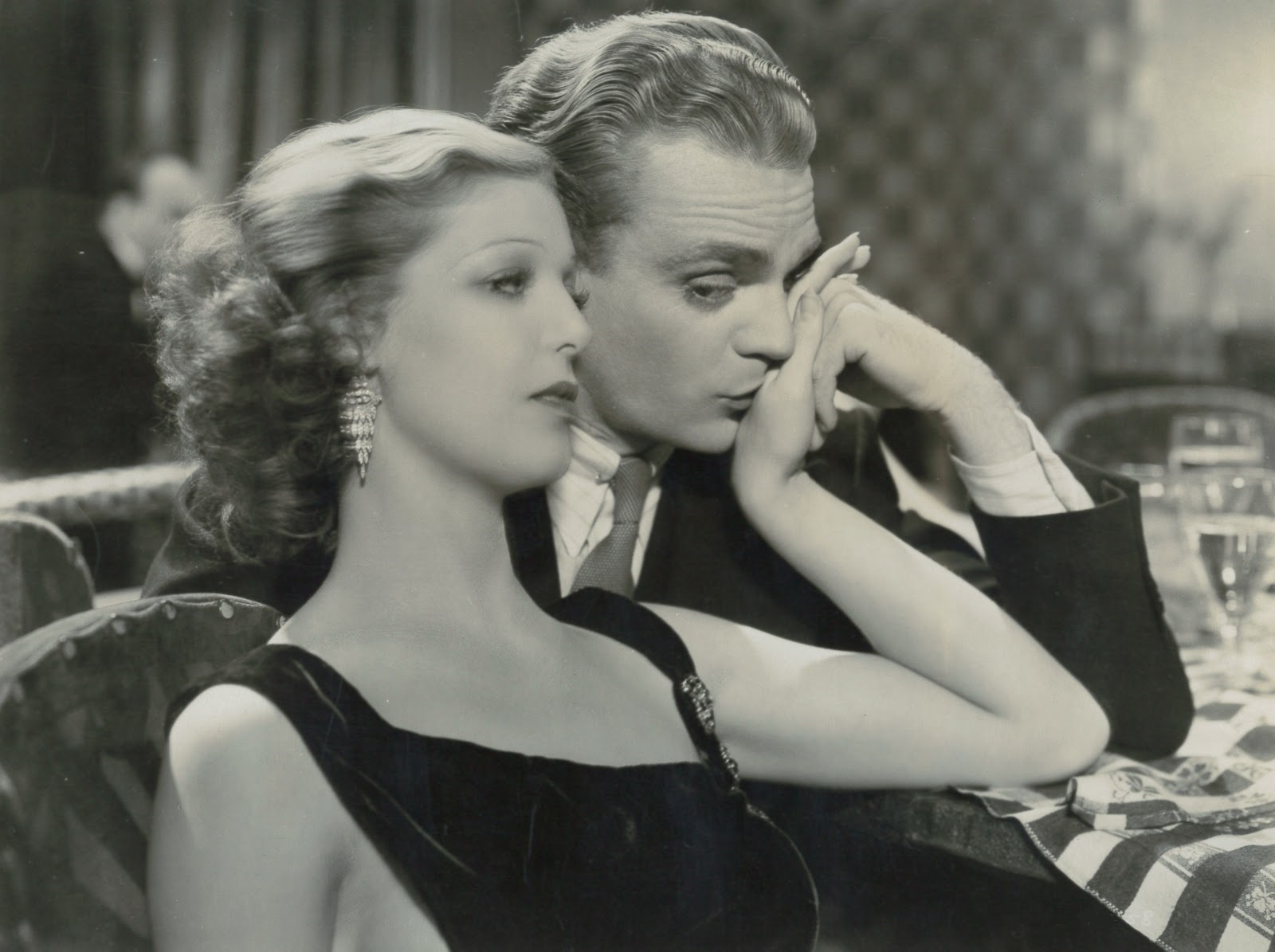
Loretta Young e James Cagney em cena do filme.

Em meio a um cenário de crescente violência e intimidação, motoristas de táxi independentes lutando contra um rali consolidado se reúnem em torno do temperamental Matt Nolan (James Cagney). Nolan está determinado a manter a competição viva nas ruas, mesmo que isso signifique perder a mulher que ama.

## Elenco
- James Cagney como Matt Nolan
- Loretta Young como Sue Riley Nolan
- George E. Stone como Skeets
- Guy Kibbee como Pop Riley
- Leila Bennett como Ruby
- Dorothy Burgess como Marie Costa
- David Landau como Buck Gerard
- George Raft como William "Willie" Kenny (não-creditado)

## Mídia doméstica
O filme foi lançado em DVD em fevereiro de 2012 pela Warner Bros. através de sua impressão sob demanda do selo Warner Archive.